# 廣姬
广姬（ひろひめ，？ - 敏達天皇4年11月（575年或576年）），飞鸟时代人，《古事記》写作“比吕比卖命”。息長真手王之女，应神天皇的后代。敏达天皇第一位皇后，生下押坂彦人大兄皇子、逆登皇女、菟道皇女。575年2月4日立为皇后。同年11月（575年12月20日至576年1月18日期间）去世。
广姬的陵墓在日本近江国坂田郡（现在滋賀县米原市），名为息長陵。